# Trust (gruppo musicale francese)
I Trust sono un gruppo hard rock francese formato a Parigi nel 1977.

## Storia del gruppo
Fondati dal cantante Bernie Bonvoisin, il chitarrista Norbert "Nono" Krief, Raymond Manna e Jean-Émile "Jeannot" Hanela. Gli argomenti delle loro canzoni erano spesso a favore dell'anarchia con un'attenzione particolare verso la working class, il che li rendeva una band che, similmente agli AC/DC, utilizzava il rock and roll e l'hard rock di matrice classica adottando i messaggi e l'attitudine del punk.
Il vero successo arrivò nel 1980 quando pubblicarono la hit Antisocial, che critica lo stile di vita moderno e il lavoro nelle grandi città; successivamente band come Tagada Jones, Children of Bodom e Anthrax fecero delle loro versioni della canzone (i primi in francese mantenendo il testo originale, gli altri due utilizzando una versione inglese). Da citare, sempre nel 1980, la collaborazione con Bon Scott, allora cantante degli AC/DC, per interpretare la canzone Ride On di questi ultimi, in quella che tragicamente sarà l'ultima esibizione dal cantante (sei giorni dopo perderà infatti la vita).
Da ricordare nelle file dei Trust anche la presenza di Nicko McBrain, storico batterista degli Iron Maiden, col quale la band ha inciso un album (Marche Ou Crève (Revenge) del 1981) prima del suo ingresso nella formazione inglese, avvenuto nel 1982. Al suo posto, curiosamente, subentrò Clive Burr, appena uscito dagli stessi Maiden.

## Discografia
- 1977: Paris By Night
- 1979: Trust I (L'élite)
- 1980: Répression (Repression la versione inglese)
- 1981: Marche ou Crève (Savage) (con Nicko McBrain alla batteria)
- 1983: Trust IV (L'Idéal) (con Clive Burr alla batteria)
- 1984: Man's Trap
- 1984: Rock'n'Roll
- 1989: En attendant...
- 1992: Prends pas ton flingue
- 1993: The Back Sides
- 1996: Europe et Haines
- 2000: Trust (CD single)
- 2000: Ni Dieu Ni Maître
- 2008: 13 à Table
- 2018: Dans Le Même Sang
- 2019: Fils de lutte
- 2020: ReCiDiv - Rerecordings of the first three albums with the current line-up under live conditions. Released separately or as a boxset.
- 2022: Propaganda